# Tramvajová doprava v Dnipru

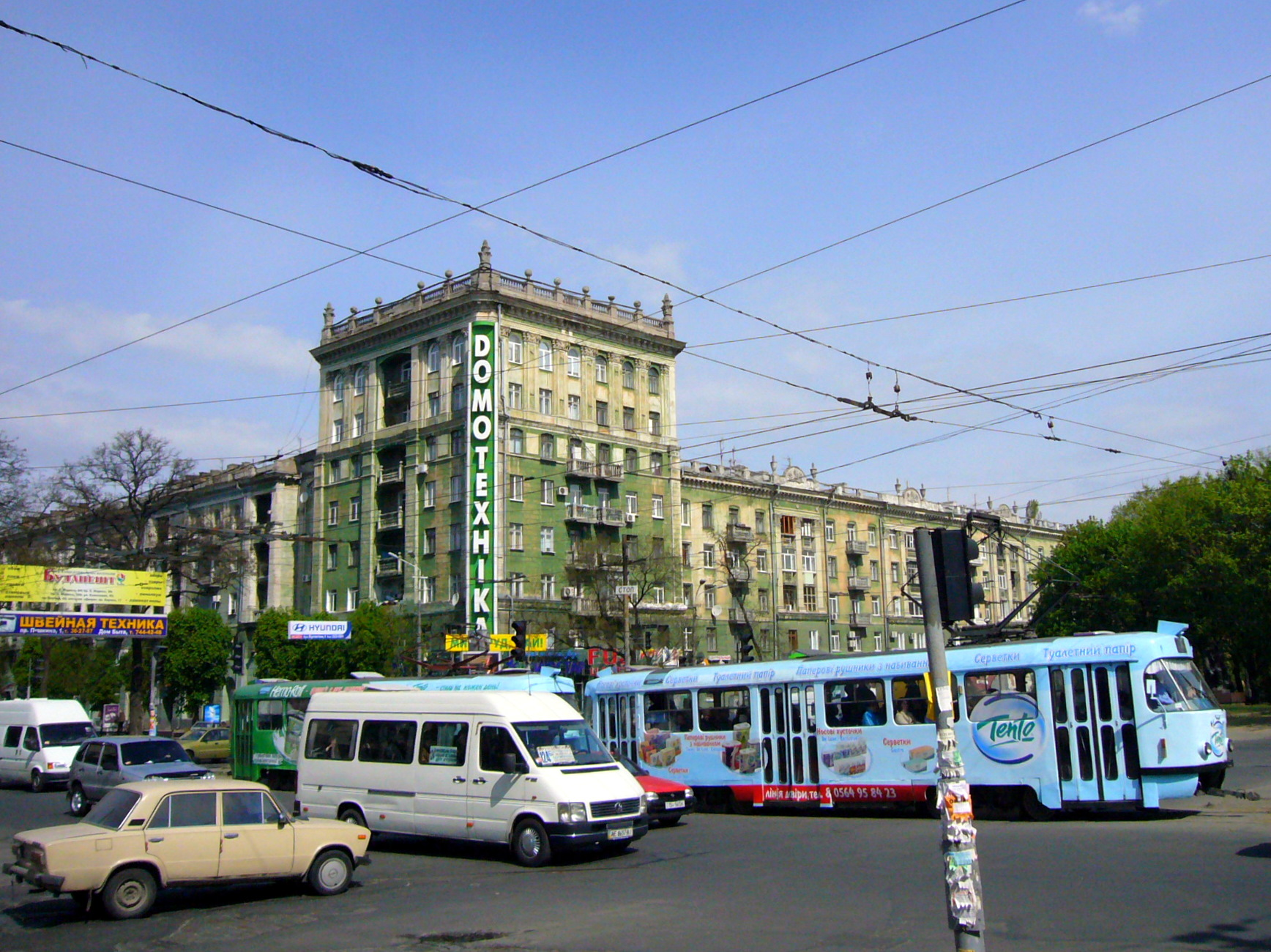
Souprava tramvají Tatra T3 v Dnipru

Tramvajová doprava tvoří páteř MHD v jednom z největších měst Ukrajiny, Dnipru. Kromě tramvajové sítě se zde nachází také jedna linka metra.  

## Historie
Tramvajová síť v Dnipru byla otevřena 26. června 1897. Jejím provozovatelem a budovatelem byla belgická společnost Tramways électriques d'Ekaterinoslaw, rozchod kolejí činil 1000 mm. Provozovány byly nejprve tři linky.
Soukromému provozu však začalo konkurovat město; to otevřelo vlastní tramvajovou trať 21. dubna 1906. Když pak v Dnipru zavládly roku 1918 sovětské časy, došlo ke sjednocení obou provozovatelů. Město vynaložilo mnoho prostředků na rozvoj tramvajové dopravy; do roku 1931 nakoupilo například 177 tramvají a postavilo 65 km tramvajových tratí. 6. listopadu roku následujícího začala přestavba celé sítě na široký rozchod 1524 mm, užívaný v celém SSSR. 
Další změny směrovaly spíše proti tramvajím a k poklesu jejich významu. V roce 1947 otevřelo město první trolejbusovou linku, trolejbusy později odebraly tramvajím část jejich přepravní zátěže; dnes existuje zhruba dvacet trolejbusových linek. Staré tramvajové vozy, nejen zastaralé ale i poničené válkou nahradily tehdy moderní československé výroby z továrny ČKD Tatra Smíchov.
Přestože roku 1995 byl otevřen první úsek metra, jeho význam není příliš velký a přepravní výkony tramvají tak nebyly ohroženy.
Podle statistik z roku 1996 bylo v provozu 19 linek, 400 vozidel a přepraveno zhruba 115 000 000 cestujících (za rok). V provozu je také i historická linka s více než 100 let starými tramvajovými vozy.

## Vozový park
V Dnipru jsou nejvíce rozšířené tramvaje Tatra T3, a to jak v klasické tak i v modernizované verzi. Doplňují je modernější vozy typu Tatra T6B5, rovněž české výroby a také sovětské KTM-5.

## Jízdné
Náklady za tramvajovou dopravu nejsou hrazeny plně z jízdného a tak ztráty musí hradit stát či město. Zhruba 70 % cestujících jízdné neplatí, neboť se na ně podle na Ukrajině platných zákonů tato povinnost nevztahuje.